# Lesná, Tachov
Lesná là một làng thuộc huyện Tachov, vùng Plzeňský, Cộng hòa Séc.